# Acrisure Arena
Die Acrisure Arena ist eine Mehrzweckhalle im Coachella Valley, nahe der US-amerikanischen Stadt Palm Desert im Bundesstaat Kalifornien. Der erste Spatenstich für die Arena erfolgte am 2. Juni 2021 auf einem 43,35 Hektar großen Grundstück zwischen der Interstate 10 und dem Classic Club Golfplatz. Die Arena mit rund 10.000 Plätzen wurde am 14. Dezember 2022 mit einer Comedy-Show von Chris Rock und Dave Chappelle eröffnet. Zudem ist die Arena Heimspielstätte des neu gegründeten Eishockeyfranchise der Coachella Valley Firebirds aus der American Hockey League (AHL).

## Geschichte
Am 26. Juni 2019 wurde berichtet, dass die Eigentümer der Seattle Kraken Palm Springs als Standort für Seattles AHL-Farmteam ausgewählt hatten und dass die Agua Caliente Band of Cahuilla Indians und die Oak View Group sich zusammengetan hatten, um auf dem Land des Stammes eine Arena zu bauen, die als Heimstätte für ihr geplantes Expansionsteam dienen sollte. Die Kosten für die Arena mit 10.000 Plätzen wurden auf 250 Mio. US-Dollar geschätzt. OVG-CEO Tim Leiweke führte eine von den SoCal Coyotes durchgeführte Studie über die Zukunft von Sportveranstaltungen und Tourismus im Coachella Valley als Beweis für die Rentabilität einer Mehrzweckhalle in Palm Springs an.
Die geplante Arena sollte auf einem Teil der Parkplätze des Spa Resort Casinos errichtet werden und im Besitz der Agua Caliente Band of Cahuilla Indians sein Die Oak View Group wäre als Betreiber der Arena aufgetreten. Sie hätte auch eine angrenzende Einrichtung gehabt, die als ganzjähriger Treffpunkt für die Gemeinde und als Trainingszentrum für das AHL-Team dienen sollte. Der erste Spatenstich und der Bau der Arena sollten im Februar 2020 beginnen und im Herbst 2021 fertiggestellt werden, wurden jedoch aufgrund der COVID-19-Pandemie und dem daraus resultierenden Verbot großer Versammlungen, einschließlich Konzerten und Sportveranstaltungen, auf Eis gelegt. Im September 2020 waren die Verhandlungen der OVG mit dem Stamm zum Stillstand gekommen und die Vereinbarung wurde beendet.
Am 16. September 2020 gaben die Oak View Group und die H.N. and Frances C. Berger Foundation bekannt, dass sie sich für einen neuen Standort für die Arena inmitten des Coachella Valley in der Nähe von Palm Desert entschieden haben, der aber frühestens 2022 eröffnet werden soll. Die Arena wurde auf einem Grundstück zwischen der Interstate 10 und dem Classic Club Golfplatz errichtet. Der erste Spatenstich für das Projekt erfolgte am 2. Juni 2021.
Seit dem Januar 2022 trägt der Neubau den Sponsorennamen des Versicherungsmaklerunternehmens Acrisure, LLC. Die Halle trägt fortan den Namen Acrisure Arena. Der Vertrag zwischen der Oak View Group und Acrisure, LLC läuft über zehn Jahre. Am 12. August 2022 wurde begonnen, die Sitzplätze einzubauen und der Betons für die Eisfläche zu gießen.
Das erste Eishockeyspiel wurde am 18. Dezember 2022 in der Arena ausgetragen. Die Firebirds besiegten die Tucson Roadrunners vor 10 087 Zuschauern mit 4:3.
Die Firebirds waren Gastgeber von vier Spielen der Calder Cup Finals 2023 in der Acrisure Arena und stellten mit 138.053 Zuschauern in 16 Postseason-Spielen einen neuen Zuschauerrekord in der American Hockey League auf.